# Barntidning

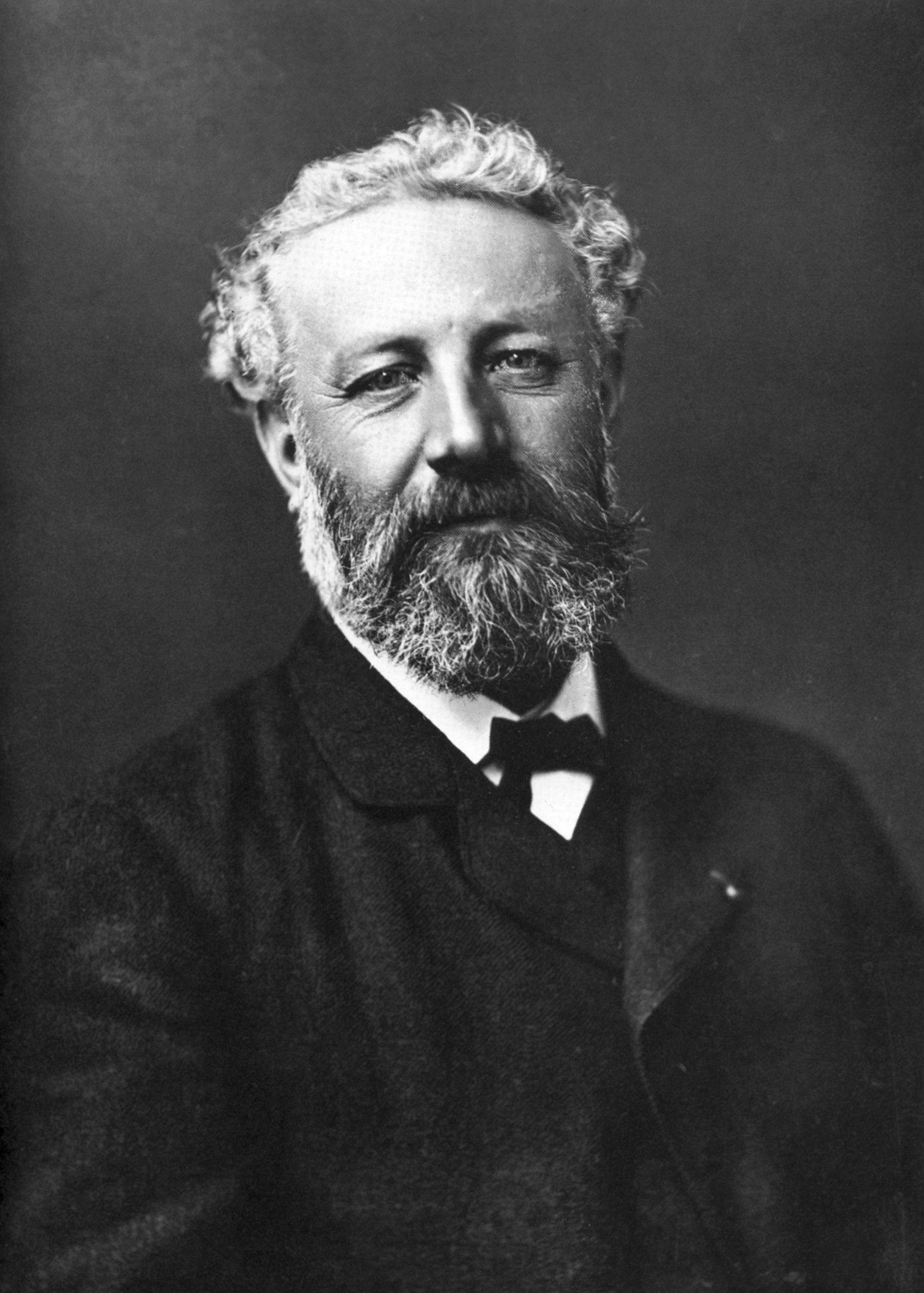
Jules Verne debuterade i barntidning.

En barntidning är en tidning med barn som främsta målgrupp. Barntidningar är i allmänhet mer lättlästa än andra tidningar, och innehåller ofta avdelningar med tävlingar och pyssel. De kan även ha insändar- eller frågespalter där läsarna kan ställa frågor. Många serietidningar är barntidningar. Det finns barntidningar som inriktar sig på ett visst intresse, exempelvis fotboll eller hästar. Tidningar som Vi föräldrar, Mama och Föräldrar & Barn handlar till stor del om barn, men bör snarare klassas som föräldratidningar än barntidningar.
Kulturpersonligheter som Göte Klingberg, Ingrid Sjöstrand, Elin Wägner, Jules Verne och William Faulkner debuterade i barntidningar. Många verk som sedan blivit klassiker har först varit följetong i barntidningar, till exempel Robert Louis Stevensons Skattkammarön som först publicerades i tidningen Young Folks.

## Svenska barntidningar
Den första svenska barntidningen var Wecko-Blad til Barns Nytta och Nöje som kom ut sporadiskt mellan 1766 och 1774. En annan tidig barntidning på svenska var Zacharias Topelius' Eos som kom ut första gången 1854.
De flesta svenska barntidningar överlever inte längre än tre år enligt Sonja Svensson, docent i litteraturvetenskap, som forskat i området barntidningar. Kamratposten har dock funnits sedan 1892, och Svensson menar att det är en rad faktorer som gör att vissa tidningar blir mer långlivade, bland annat tilltalet, kontakten med läsarna samt att tidningen görs av professionella journalister, illustratörer och författare..

### Exempel på svenska barntidningar
- Kamratposten (barn- och ungdomstidning)
- Bamse (serietidning)
- Min häst